# サン＝ローラン＝デゾテル
サン＝ローラン＝デゾテル （Saint-Laurent-des-Autels）は、フランス、ペイ・ド・ラ・ロワール地域圏、メーヌ＝エ＝ロワール県のかつて存在したコミューン。

## 地理
モージュ地方北部にあり、サン＝ローラン＝デゾテルはアンジェとナント、ショレをつないでできる三角形の中心にある。60kmの距離があるアンジェよりも、30km離れたナントからの影響を受けている。県南西部にあるサン＝ローラン＝デゾテルは、大きな主要道の交差地点にあたる。
- 南西から北西の軸 - クリソンからアンスニ地方、スグレ地方方面をつなぐ。
- 東西の軸 - モージュ北部からサン＝ローラン＝デゾテルを切り離す、5本の県道がナント都市的地域の南へとつながっている。

## 歴史
ラテン語の名前Ecclesia Sancti Laurentii de Altaribusが、1100年から1200年の間に記されている。1538年にはSaint-Laurent-des-Aultiersと記された。des Aultiersまたはdes Autelsは、母教区に依存した、格下の礼拝堂を示す。
そのため、サン＝ローラン＝デゾテルは娘教区、またはドラン教区に隣り合う分枝であった。ドランの教区司祭が教会や墓地で聖務を行っていた。サン＝ローラン＝デゾテルは、ドランと同様にナント司教座に属し、クリソンの司祭区に入っていた。市民生活の点では、アンジェのセネシャル管区に属し、サン＝フロラン＝ル＝ヴィエイユの塩貯蔵区に属していた。地元民の言い回し、『アンジューの悪魔、そしてブルターニュの善き神』（du diable d'Anjou et du bon Dieu de Bretagne）でうかがえるように、その差は歴然であった。
町はまた、歴史に重い代償を支払った。フランス革命では、近隣の全てのコミューンと同じく、地獄部隊（コルドリエが率いる第九部隊）がサン＝ローラン＝デゾテルを訪れた。兵士たちは町の中で分散し、教会や住宅のほとんど、そして農場に火をつけた。彼らは燃やし尽くした挙句に、住民たちを虐殺した。230人の犠牲者のうち、71人が子供、66人が女性、93人が男性だった。1878年、犠牲者を埋葬した墓穴の上に追悼のための礼拝堂が建てられ、1879年6月、アンジェ司教フレッペルが祝福した。
2014年、自治体間連合に加盟する全てのコミューンが合併して新たにコミューン・ヌーヴェル（fr、サルコジ政権時代に成立したフランス国家領土改革法によって、合併して誕生したコミューンの名称）となる案が浮上した。2015年7月1日から8日にかけ、自治体間連合内の全コミューン議会でコミューン・ヌーヴェルであるオレ＝ダンジュー創設を可決した。

## 人口統計
| 1962年 | 1968年 | 1975年 | 1982年 | 1990年 | 1999年 | 2006年 | 2012年 |
| ------ | ------ | ------ | ------ | ------ | ------ | ------ | ------ |
| 1062   | 1136   | 1210   | 1319   | 1510   | 1496   | 1909   | 2236   |

source=1999年までLdh/EHESS/Cassini、2004年以降INSEE